# Sverdlovskiy Rayon (distrikt)
Sverdlovskiy Rayon är ett distrikt i Kirgizistan.   Det ligger i oblastet Bisjkek, i den norra delen av landet. Huvudstaden Bisjkek ligger i Sverdlovskiy Rayon.